# 黄宗仰

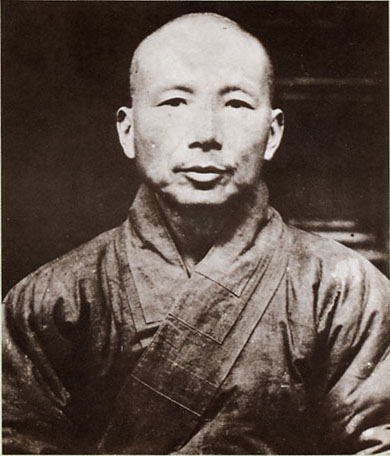

黄宗仰（1865年5月29日—1921年7月22日），俗名黄浩舜，别号乌目山僧，笔名黃中央。中国民主革命者，佛教僧人、建筑设计师。

## 生平
1865年，黄宗仰出生于中国江苏省苏州府常熟县商人家庭，1880年在常熟清凉寺出家，1884年在镇江江天寺受戒。1899年黄宗仰前往上海。1901年，受犹太富商哈同的华籍夫人罗迦陵聘请，设计建造爱俪园，并在其内讲授佛经。 
1902年4月，黄宗仰与章太炎、蔡元培等联合组建“中国教育会”，开始参与政治活动。1903年6月苏报案发，邹容和章太炎被上海公共租界工部局逮捕，黄宗仰多方营救章太炎未成后，逃亡日本横滨，在那里结识孙中山，并出资帮助他得以前往檀香山。1904年黄宗仰回上海。1914年，黄宗仰离开爱俪园，回到镇江任江天寺首座。
1920年，黄宗仰募集巨款，使毁于太平天国战争的南京栖霞寺得以恢复。1921年7月，黄宗仰在栖霞寺圆寂，安葬于栖霞山，年56岁。